# Автошлях E902
Європейський маршрут E902 — європейський автомобільний маршрут категорії Б, що проходить по території Іспанії і з'єднує міста Хаен і Малага.

## Маршрут
Весь шлях проходить через такі міста:
- Іспанія
  - Хаен
  - Гранада
  - Малага